# Hướng nghiệp (phim truyền hình)
Hướng nghiệp là một bộ phim truyền hình được thực hiện bởi Hãng phim Truyền hình Thành phố Hồ Chí Minh, Đài Truyền hình Thành phố Hồ Chí Minh do Châu Huế làm đạo diễn. Phần 1 của phim phát sóng vào năm 2004, phần 2 của phim phát sóng vào năm 2006 trên kênh HTV9.

## Nội dung
Hướng nghiệp kể về những nẻo đường vào đời khác nhau của một nhóm bạn trẻ. Trải qua đau thương, mất mát, hiểu lầm... cuối cùng mỗi thành viên đều tìm được hạnh phúc và giá trị đích thực mà họ theo đuổi.

## Diễn viên
| Vai diễn   | Phần 1          | Phần 2          |
| Vai diễn   | 2004            | 2006            |
| ---------- | --------------- | --------------- |
| Thư        | Huệ Minh        | Huệ Minh        |
| Tri        | Kinh Quốc       | Kinh Quốc       |
| Trọng      | Tiết Cương      | Tiết Cương      |
| Sơn        | Trí Quang       | Trí Quang       |
| Thuần      | Lê Khánh        | Lê Khánh        |
| Khoa       | Khương Thịnh    | Khương Thịnh    |
| Nương      | Như Phúc        | Như Phúc        |
| Thái       | Kim Tiểu Long   | Kim Tiểu Long   |
| Tú         | Anh Nhi         | Minh Thư        |
| Bích       |                 | Thu Hà          |
| Tuệ        |                 | Nguyệt Nhi      |
| Thịnh      |                 | Vũ Huân         |
| Bà Nguyên  | Minh Đức        | Minh Đức        |
| Ông Nguyên | Nguyễn Đình Thơ | Nguyễn Đình Thơ |
| Bà Đặng    | Hà Xuyên        | Diễm My         |

Cùng một số diễn viên khác....

## Ca khúc trong phim
Bài hát trong phim là ca khúc "Nắng hồng soi mắt em" do Bảo Phúc sáng tác và Hà Bảo Thu thể hiện.

## Giải thưởng
| Năm  | Giải thưởng                | Hạng mục                                | (Người) đề cử | Kết quả       | Tham khảo    |
| ---- | -------------------------- | --------------------------------------- | ------------- | ------------- | ------------ |
| 2004 | Giải Cánh diều – lần thứ 2 | Phim truyện truyền hình                 | —             | Cánh diều bạc | [ 9 ] [ 10 ] |
| 2004 | Giải Cánh diều – lần thứ 2 | Nữ diễn viên truyền hình triển vọng     | Huệ Minh      | Đoạt giải     | [ 9 ] [ 10 ] |
| 2007 | HTV Awards                 | Nam diễn viên chính được yêu thích nhất | Kinh Quốc     | Đoạt giải     | [ 11 ]       |